# 미셸 피콜리

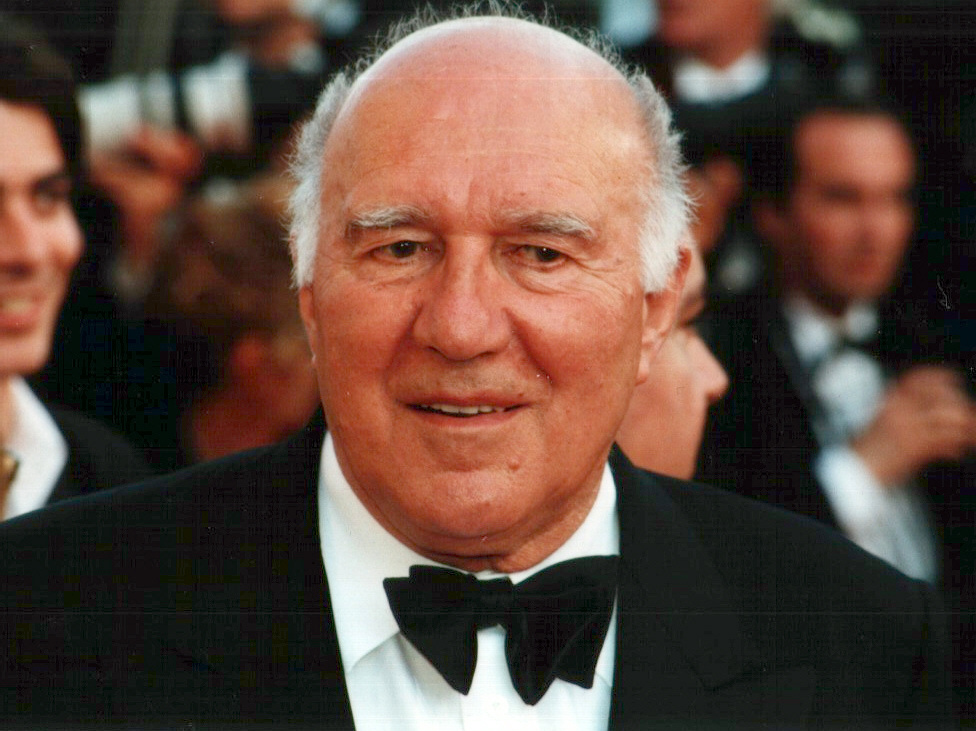
2000년 칸 영화제에서의 미첼 피콜리

미셸 피콜리(Jacques Daniel Michel Piccoli, 1925년 12월 27일 ~ 2020년 5월 12일)는 프랑스의 배우이다.

## 생애
피콜리는 파리에서 음악 가정에서 태어났다. 당시 어머니는 피아노 연주자였고 아버지는 바이올린 연주자였다.
그는 170개 이상의 영화에서 사기꾼, 순경, 폭력배에 이르기까지 수많은 역할을 수행하였다. 피콜리는 장 르누아르, 장피에르 멜빌, 장뤼크 고다르, 클로드 를루슈, 자크 드미, 클로드 소테, 루이 말, 아그네스 바르다, 레오 카락스, 루이스 부뉴엘, 코스타 가브라스, 앨프리드 히치콕, 마르코 페라리, 자크 리베트, 오타르 이오셀리아니, 난니 모레티, 자크 드와용, 마뇰 드 올리베이라, 라울 루이즈, 알랭 레네와 함께 일해왔다.

## 출연
- 2014년 - 노트르담 데 호르몬 (Notre Dame des Hormones) 단편 영화
- 2012년 - 홀리 모터스 (Holy Motors) - 얼굴에 점이 있는 남자 역
- 2012년 - 당신은 아직 아무것도 보지 못했다 (Vous n'avez encore rien vu / You Haven't Seen Anything Yet) - 오르페우스의 아버지 역
- 2011년 - 우리에겐 교황이 있다 (We Have a Pope / Habemus Papam) - 교황 역
- 2007년 - 도끼에 손대지 마라 (Don't Touch the Axe / Ne touchez pas la hache)
- 2003년 - 이주자 (The Emigrant, Al-Mohager)
- 2001년 - 나는 집으로 돌아가리라 (I'm Going Home / Je Rentre A La Maison) - 길버트 발렌스 역
- 1998년 - 사막 위의 열정 (Simoom : A Passion In The Desert)
- 1996년 - 파티 (Party)
- 1995년 - 시몽 시네마의 101의 밤 (A Hundred And One Nights Of Simon Cinema / Les Cent Et Une Nuits De Simon Cinema) - 시몬 시네마 역
- 1993년 - 크게 미친 (Loonies At Large)
- 1990년 - 밀루의 어떤 5월 (May Fools / Milou en mai) - 밀루 역
- 1984년 - 위험한 행마 (Dangerous Moves / La Diagonale du fou) - 아키바 리브스킨드 역
- 1977년 - 불량 소년들 (Spoiled Children / Des Enfants Gates)
- 1975년 - 죽음의 4중주 (Bestial Quartet / Sept morts sur ordonnance) - 피에르 로시레이 역
- 1974년 - 벵상, 프랑시스 그리고 폴 (Vincent, Francois, Paul And The Others / Vincent, Francois, Paul Et Les Autres) - 프랑스와 역
- 1974년 - 지옥의 삼인조 (The Infernal Trio / Le Trio infernal) - 조르주 살렛 역
- 1973년 - 붉은 결혼식 (Wedding in Blood / Les Noces rouges) - 피에르 마우리 역
- 1969년 - 즐거운 인생 (The Things Of Life / Les Choses De La Vie) - 피에르 베르나르 역
- 1967년 - 로슈포르의 연인들 (The Young Girls Of Rochefort / Les Demoiselles De Rochefort) - 시몬 담 역
- 1967년 - 세브린느 (Belle de jour) - 앙리 위송 역
- 1963년 - 사랑과 경멸 (Contempt / Le Mepris) - 폴 자발 역